# Centro storico di Cesena
Il centro storico di Cesena, raccolto sotto l'antica Rocca Malatestiana, contiene chiese e palazzi di interesse storico e artistico e preserva parte delle mura che circondavano la città dall'epoca medievale e gran parte dei torrioni e delle porte.

## Piazze e vie

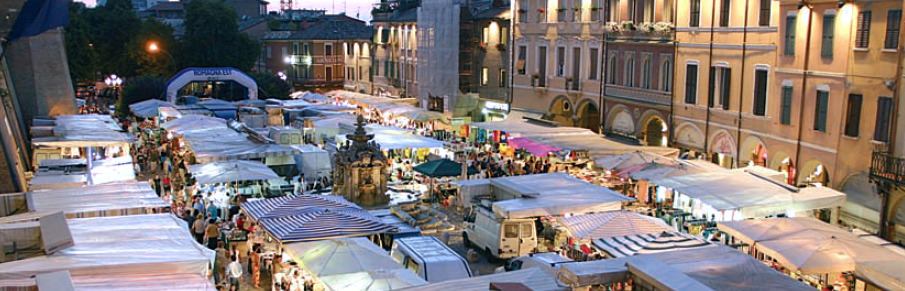
La fiera di San Giovanni in piazza del Popolo.

La piazza principale è piazza del Popolo, caratterizzata al centro dalla fontana del Masini, risalente alla fine del Cinquecento; vi si tiene il mercato cittadino due volte la settimana.  Su di essa affacciano il palazzo comunale, la Loggetta Veneziana, la Rocchetta di Piazza e la chiesa dei Santi Anna e Gioacchino.
Collegato alla Piazza del Popolo da via Zeffirino Re, si trova il Palazzo del Ridotto, edificio dedicato a papa Pio VI, questo antico palazzo è circondato da tre piazze: piazza Almerici; piazza Bufalini, dove è ubicata la Biblioteca Malatestiana, una biblioteca che già il grande umanista Flavio Biondo riteneva una delle migliori d'Italia e inserita dall'UNESCO, prima in Italia, nel Registro della Memoria del Mondo); la terza è piazza Fabbri dove durante lo scavo per un parcheggio sotterraneo fra il 1997 e il 1998 è stato rinvenuto un'abitazione antica, una domus, con all'interno una pavimento musivo.

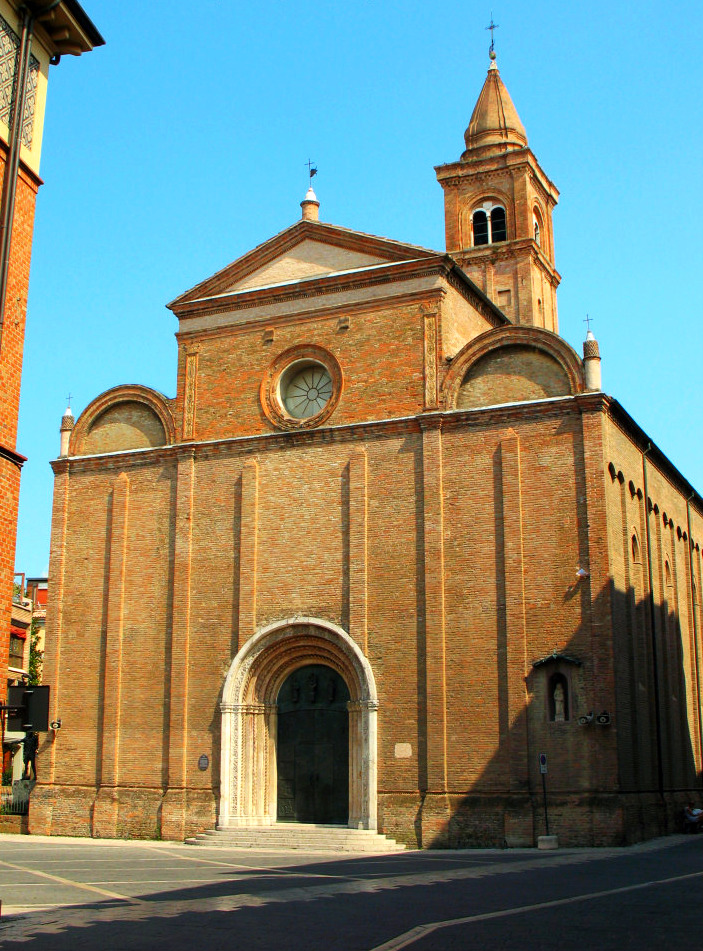
La cattedrale di San Giovanni Battista.

## Architetture religiose
La cattedrale, dedicata a san Giovanni Battista e realizzata in stile gotico, risalente alla fine del Trecento, con una cripta che racchiude da secoli le spoglie di san Mauro, è stata completamente smembrata nel XX secolo di tutto lo stile settecentesco contenuto all'interno e risparmiando solo la cappella della Madonna del Popolo; nella facciata sono state chiuse una monofora e due finestroni, aggiunti mattoni nuovi e l'altare su cui posavano le sculture del Bregno è andato perduto.
Vi è poi la chiesa di Sant'Agostino, edificata su disegno del Vanvitelli, e la chiesa di San Domenico (conservano numerosi dipinti) e, appena fuori dal centro storico, la abbazia di Santa Maria del Monte, che ospita opere pittoriche di notevole valore storico-culturale e una collezione di ex voto fra le più grandi d'Europa, costituita da tavolette dipinte a partire dal 1400 che raffigurano i miracoli con i quali la Vergine del Monte esprimeva la sua protezione a Cesena e ai cesenati.
La Torre bizantina, risalente al X secolo, probabilmente era la torre campanaria di una chiesa andata poi distrutta.

## Palazzi

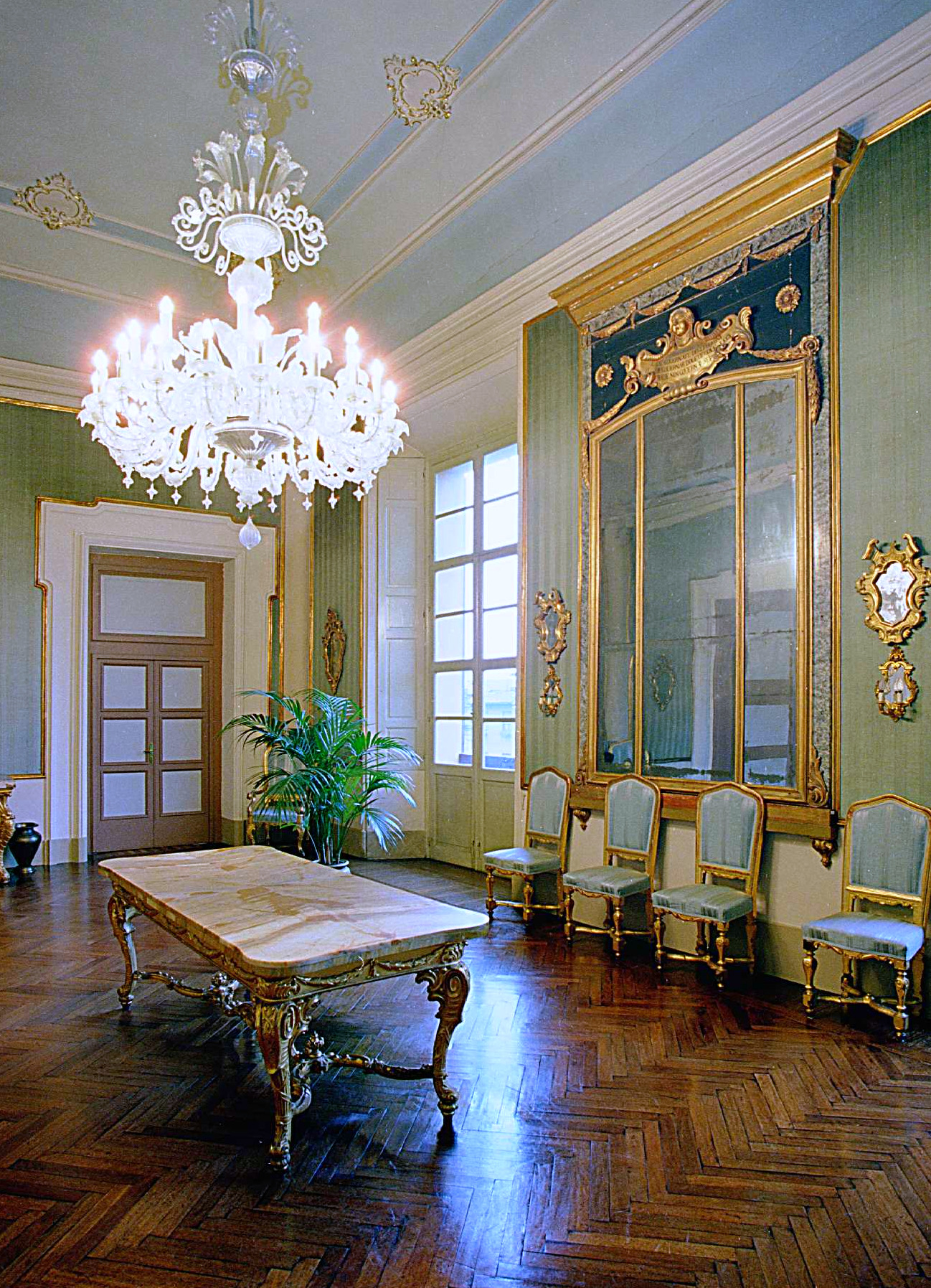
L'interno della sala degli Specchi del palazzo comunale.

In contrada Chiaramonti ci sono alcuni palazzi, costruiti o abbelliti nel periodo dei papi cesenati. Tra questi palazzo Ghini, realizzato dall'architetto e pittore mantovano Leandro Marconi; palazzo Guerrini Bratti, anch'esso decorato da Leandro Marconi; palazzo Sirotti Gaudenzi, caratterizzato da una facciata neoclassica e i cui interni sono stati interamente decorati da Felice Giani e Giovan Battista Ballanti Graziani; palazzo Chiaramonti, acquistato dal papa cesenate Pio VII (Barnaba Chiaramonti) e decorato da stucchi e da affreschi realizzati da Giuseppe Milani.
Oltre ai palazzi monumentali presenti nella contrada Chiaramonti un altre zone sorgono il palazzo Romagnoli, maestoso edificio seicentesco decorato dal Milani; Palazzo Ghini, progettato nel XVII secolo dall'architetto Pier Mattia Angeloni, sul cui cortile monumentale si affacciano le quattro statue di Francesco Calligari raffiguranti quattro divinità; palazzo Masini, ricco di decorazioni pittoriche neoclassiche; casa Sirotti, di antichissima costruzione, nel quale risiedette anche San Carlo Borromeo.

## Fortificazioni
Cesena deve alla famiglia dei Malatesta anche la sua Rocca, una delle più imponenti della Romagna, con una corte e due torrioni centrali, chiamati "Maschio" e "Femmina". In quest'ultimo è allestito il "Museo della civiltà contadina" che offre ai visitatori uno spaccato sul mondo rurale romagnolo nel corso dei tempi, mentre nel "Maschio" è posta l'esposizione permanente di ceramiche malatestiane.

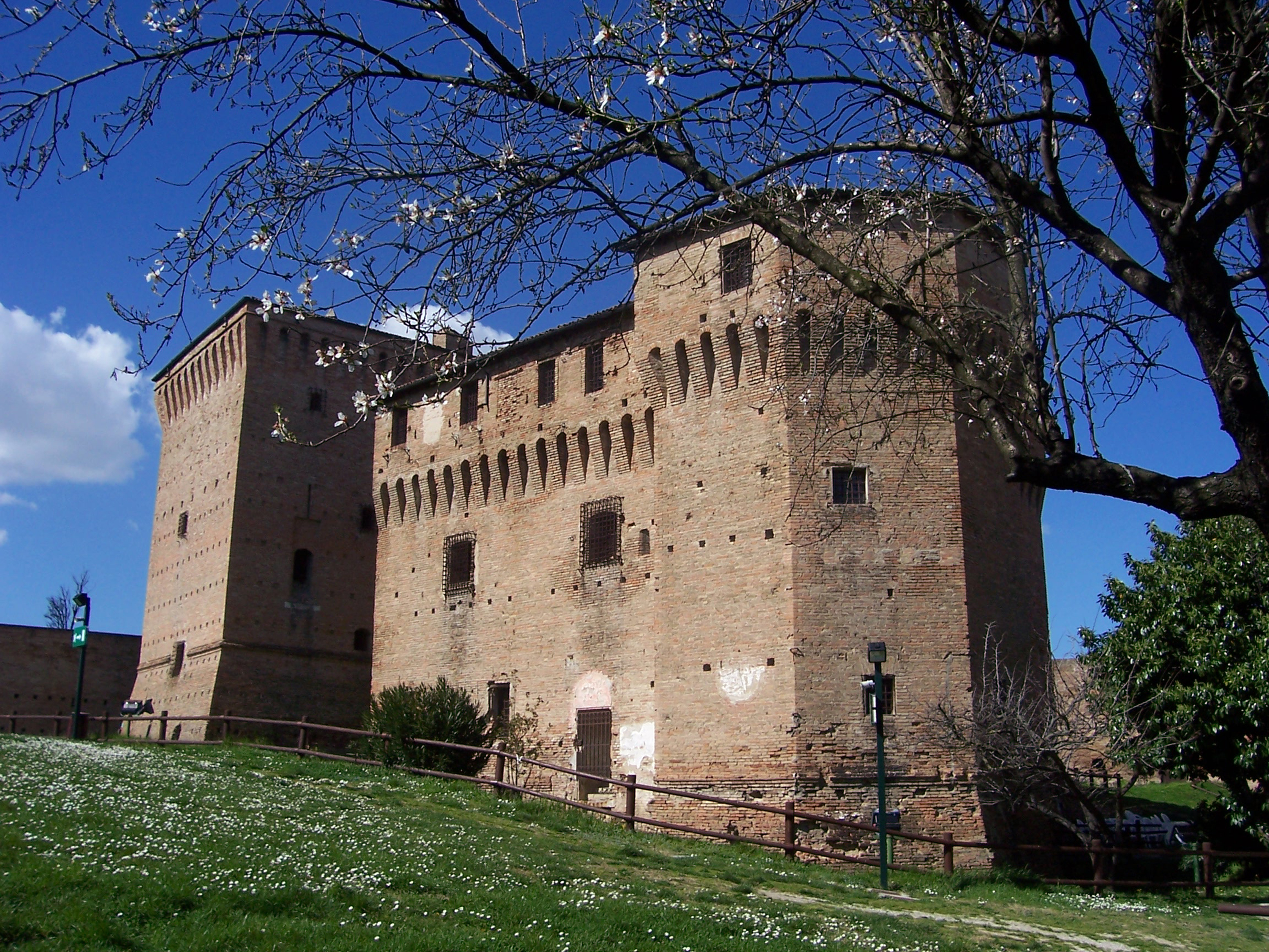
La Rocca Malatestiana in primavera.

L'inizio della costruzione della cinta muraria di Cesena si fa risalire intorno all'anno Mille. Questa cinta muraria risulta ancora per la maggior parte intatta e ben individuabile nel tessuto urbanistico; le porte ancora esistenti sono quattro: Porta Santi, Porta Fiume, una delle due Portacce e Porta Montanara.

## Teatro
In Piazza Guidazzi si trova il teatro Alessandro Bonci, ultimato nel 1846 su progetto dell'architetto Vincenzo Ghinelli; esso si presenta con una facciata in stile neo-classico tipica dei teatri italiani del periodo, e con pregevoli interni dotati di ampi saloni da ricevimento, cavea con platea e cinque ordini di palchi compreso il loggione; il teatro vanta un'ottima acustica.